# شوارتسردن
شوارتسردن (به آلمانی: Schwarzerden) یک شهر در آلمان است که در باد کرویتسناخ واقع شده‌است. شوارتسردن ۲۸۴ نفر جمعیت دارد.